# Jovan Karamata
Jovan Karamata (en serbe en écriture cyrillique : Јован Карамата) est un mathématicien serbe né en 1902 et mort en 1967. Il est réputé pour ses contributions à l'analyse, en particulier à la théorie taubérienne et la théorie des fonctions à variation lente. Considéré comme l'un des mathématiciens serbes les plus influents du XXe siècle, Karamata a été l'un des fondateurs de l'Institut de mathématiques de l'Académie serbe des sciences et des arts en 1946.

## Biographie

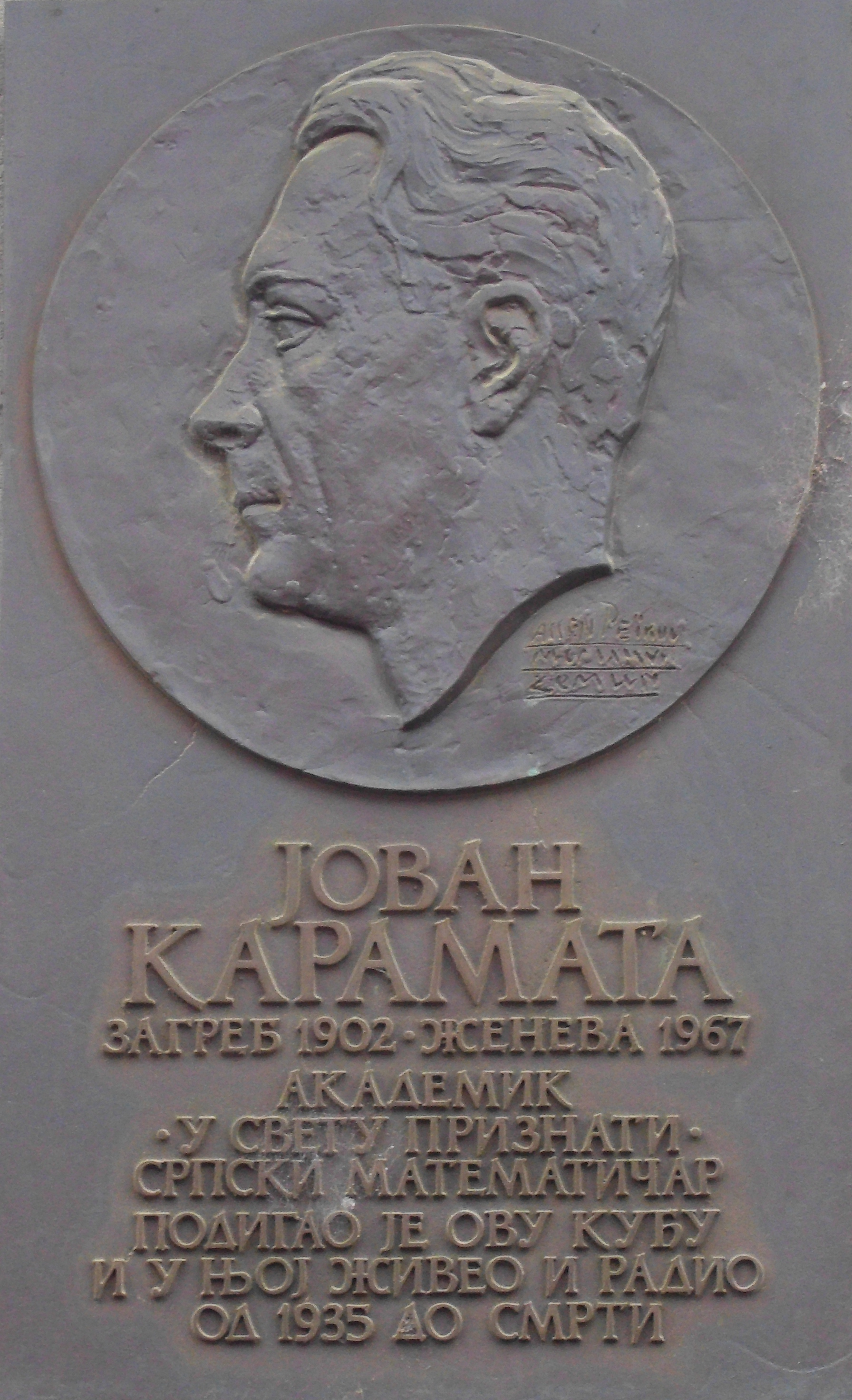
Plaque commémorative, à Zemun.

Jovan Karamata est né à Zagreb le 1er février 1902. Ses ascendants sont des Aroumains. Il passe ses premières années à Zemun. En 1914, son père l'envoie, avec ses frères et sœurs, en Suisse au début de la première Guerre mondiale. À Lausanne il termine en 1920 des études secondaires et s'inscrit à la faculté d'ingénierie de l'université de Belgrade et, change après quelques années pour la section de mathématiques de la faculté de philosophie, où il est diplômé en 1925.
Il séjourné à Paris en 1927-1928 comme boursier de la fondation Rockefeller, et en 1928 devient assistant de mathématiques à la faculté de philosophie de l'université de Belgrade. En 1930, il devient professeur assistant ; en 1937, professeur associé et, après la fin de la seconde Guerre mondiale, professeur titulaire en 1950. En 1951, il est élu professeur titulaire à l’université de Genève, où il reste jusqu'à sa mort en 1967.
Il devient membre de l'Académie croate des sciences et des arts en 1933, de la Société royale des sciences de Bohême en 1936, et de l’Académie royale de Serbie en 1939 et membre de l'Académie serbe des sciences et des arts en 1948. Il est l'un des fondateurs de l'Institut de mathématiques de l'Académie serbe des sciences et des arts en 1946.
Karamata était membre des sociétés mathématiques suisse, française et allemande et a été, en 1954, secrétaire du journal L'Enseignement mathématique à Genève. Il a aussi enseigné à l'université de Novi Sad. Karamata était orateur aux congrès internationaux des mathématiciens de 1928, 1932 et 1936.
Karamata meurt à Genève le 14 août 1967. Ses cendres sont à Zemun.

## Travaux
Karamata a publié 122 articles scientifiques, 15 monographies et manuels, et 7 articles pédagogiques.
Karamata est surtout connu pour son travail en analyse. Il a introduit la notion de fonction à variation régulière, et a décrit une nouvelle classe de théorèmes de type taubérien, ce qui l'a conduit à une preuve simple du théorème taubérien de Hardy-Littlewood. Il a également travaillé sur le théorème de Mercer, les intégrales de Frullani et sur d'autres sujets d'analyse. En 1935, il introduit la notation en accolades et crochets pour les nombres de Stirling (l'analogue à la notation pour les coefficients binomiaux). Il est également cité pour l'inégalité de Karamata (en).

## Publications (sélection)
- « Sur un mode de croissance régulière des fonctions », Mathematica (Cluj), vol. 4,‎ 1930, p. 38–53 (französisch)
- « Über die Hardy-Littlewoodschen Umkehrungen des Abelschen Stetigkeitssatzes », Mathematische Zeitschrift, vol. 32,‎ 1930, p. 319–320 (lire en ligne)
- « Sur un mode de croissance régulière. Théorèmes fondamentaux », Bulletin de la Société mathématique de France, vol. 61,‎ 1933, p. 55-62 (lire en ligne)
- Sur les théorèmes inverses des procédés de sommabilité, Paris, Hermann, coll. « Actualités scientifiques et industrielles », 1937, 46 p. (ISSN 0365-6861, SUDOC 019376677)